# Gołonóg
Gołonóg – największa pod względem liczby mieszkańców dzielnica Dąbrowy Górniczej, zamieszkała przez około 35 000 osób, co stanowi około 30% populacji miasta. Dzielnica zlokalizowana jest w środkowej części miasta na wschód od dzielnicy Centrum. Od wschodu graniczy z ArcelorMittal Poland Oddział w Dąbrowie Górniczej, od północy z osiedlem Łęknice natomiast od południa poprzez kompleks leśny i dzielnice Jamki ze Strzemieszycami.
Dominującym elementem dzielnicy jest wapienne Wzgórze Gołonoskie (337 m n.p.m.) ze znajdującym się na szczycie Sanktuarium św. Antoniego Padewskiego. Górujący nad otoczeniem kościół został zbudowany przez biskupa krakowskiego Andrzeja Trzebickiego w stylu barokowym pod koniec XVII w., w latach 1890–1891 przebudowany i rozbudowany w stylu neorenesansowym, powiększony o nawy boczne, otoczony kamiennym murem. W ostatnich latach poddany gruntownej i kosztownej renowacji w pełni odzyskał swój blask.
Zabudowa dzielnicy jest mieszanką historycznej zabudowy wiejskiej z okresu gdy Gołonóg był samodzielną wsią, miejskiej z okresu rozbudowy Dąbrowy Górniczej w czasach PRL oraz współczesnym budownictwem jednorodzinnym oraz wielorodzinnym. Jednorodzinna zabudowa wraz z siatką ulic wywodząca się z okresu wiejskiego zachowała się głównie w najbliższym otoczeniu Wzgórza Gołonowskiego, w szczególności na ulicach Siedmiu Szewców czy Laski można znaleźć wiele przykładów zabudowy na wąskich i długich działkach z domem zlokalizowanym przy drodze. Również na ulicach Kościelnej czy Świętego Antoniego (dawnej Gwardii Ludowej) można znaleźć jeszcze domy budowane przed wiekiem, drewniane, na podmurówkach z kamienia wapiennego. Drugi typ zabudowy, to ta dominująca w Gołonogu. Są to bloki budowane w latach 50. i 60. XX wieku, zlokalizowane głównie w kwartale, który od północy zamyka aleja Zagłębia Dąbrowskiego, od zachodu ulica Tysiąclecia, od południa ulice Kosmonautów, Kasprzaka i Piłsudskiego oraz osiedla z wielkiej płyty powstałe wraz z budową Huty Katowice tj. osiedla Kasprzak, Sikorskiego i Morcinka. Trzeci typ zabudowy to zabudowa współczesna, która dzieli się na domy jednorodzinne lub zabudowę szeregową, która dominuje wokół Wzgórza Gołonowskiego oraz nowe budynki wielorodzinne, które powstały m.in. przy ulicach Storczyków, Spisaka, Piecucha, Morcinka czy Granicznej.

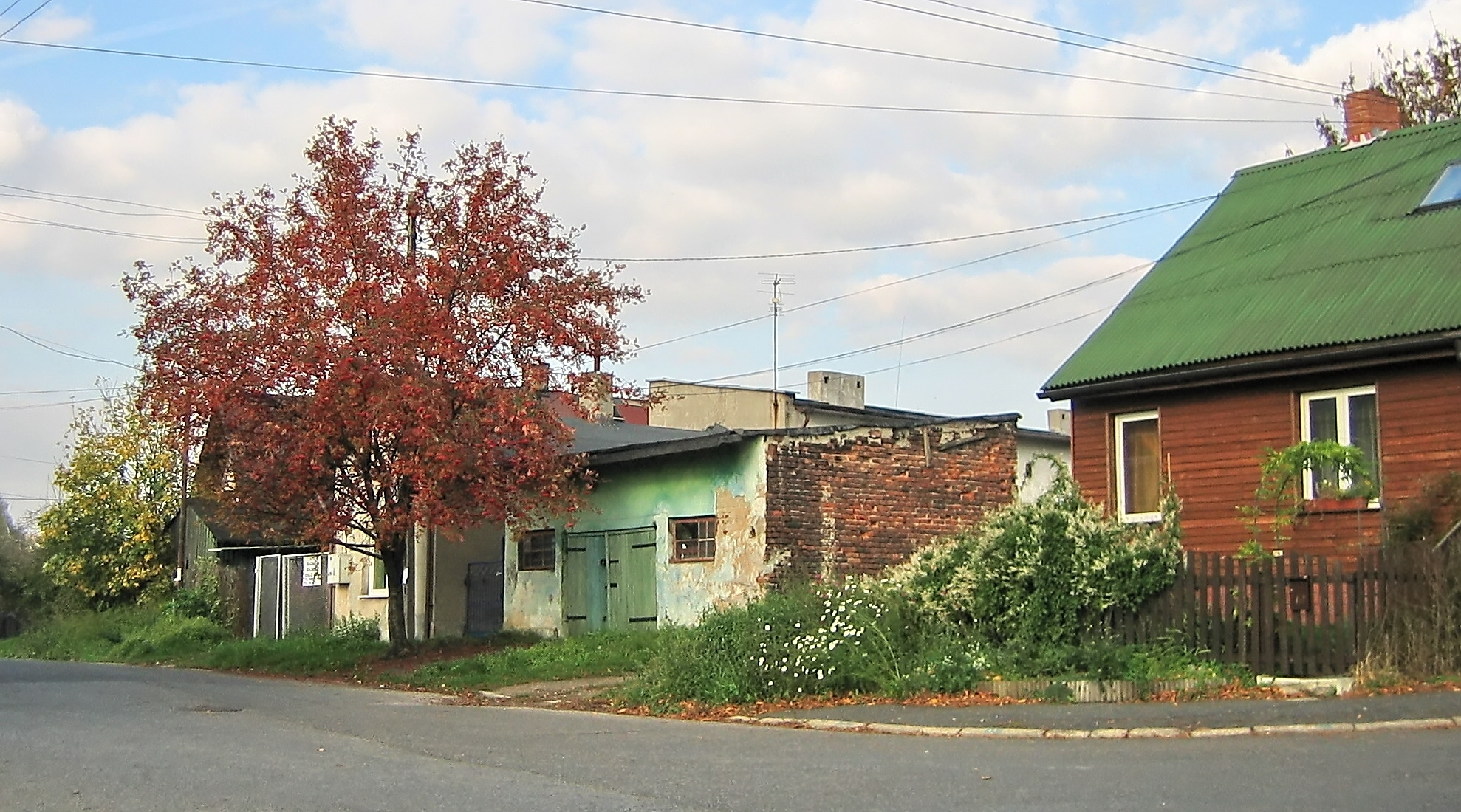
ul. Kościelna

Jednym z najbardziej charakterystycznych zabytków dzielnicy obok Kościoła św. Antoniego jest pochodzący z II połowy XIX w. dworzec kolejowy. W latach swojej świetności mieściły się w nim dwie restauracje obsługujące pasażerów przesiadających się między pociągami Kolei Warszawsko-Wiedeńskiej a Kolei Iwangorodzko-Dąbrowskiej, która bezpośrednio łącząła Zagłębie Dąbrowskie z Cesarstwem Rosyjskim a w tym miejscu rozpoczynała swój bieg. Obecnie dworzec jest nieczynny.

## Osiedla
- Cieszkowskiego (dawniej Cedlera )[4] – na osiedlu pomnik wzniesiony dla uczczenia 144 żołnierzy Armii Czerwonej z oddziałów 4 Korpusu Pancernego Gwardii i 59 Armii 1 Frontu Ukraińskiego poległych w walkach o wyzwolenie Dąbrowy Górniczej i Gołonoga w styczniu 1945 r. Wzgórze i kościół ze stanowiskiem ckm stanowiło ważny punkt niemieckich linii obronnych.
- Kasprzaka
- Morcinka (Manhattan)
- Storczyków
- Tysiąclecia
- Wybickiego

## Historia

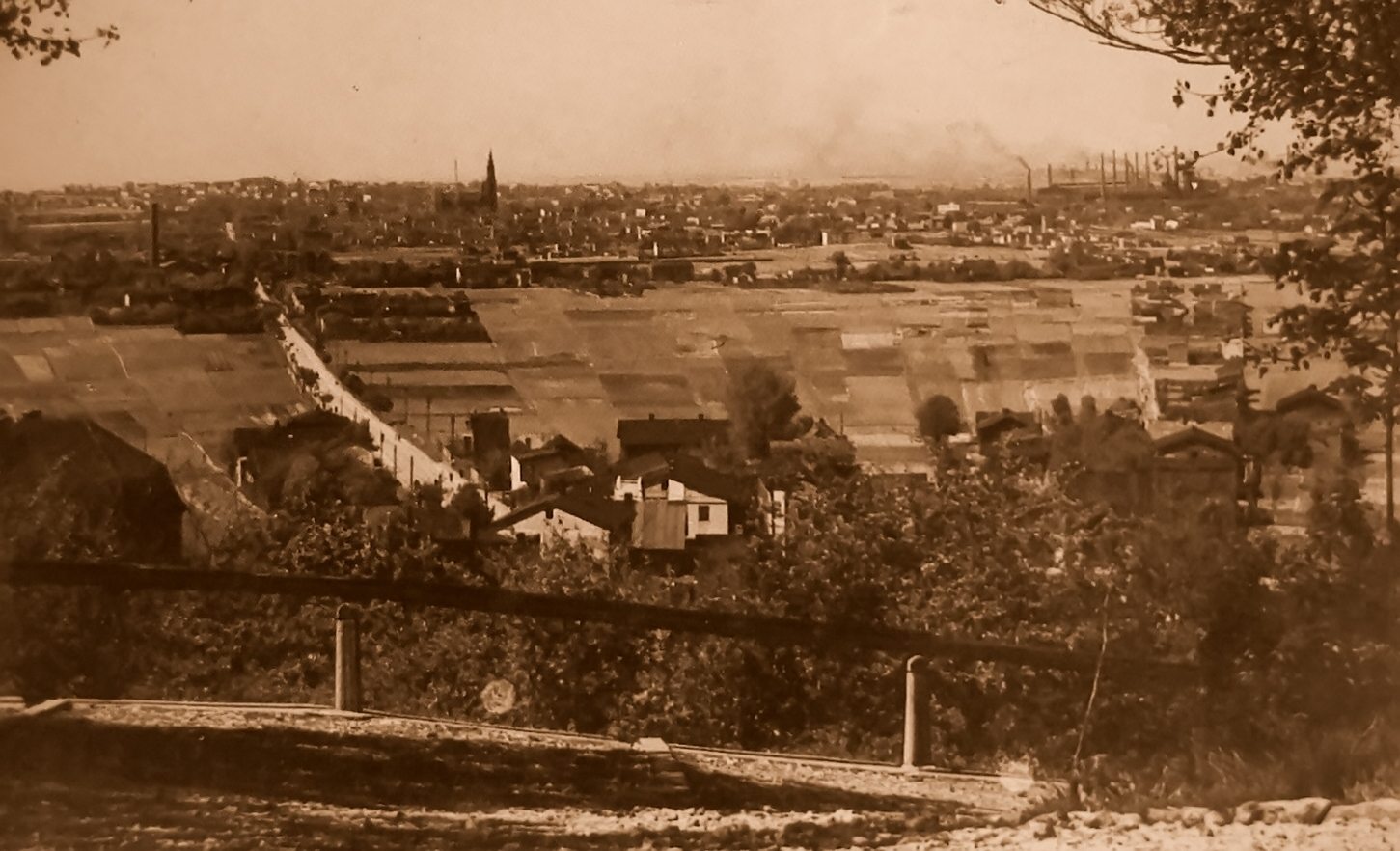
Widok z Góry Gołonoskiej, 1943 r.

Gołonóg był wsią biskupstwa krakowskiego w powiecie proszowickim w województwie krakowskim w końcu XVI wieku.
Prawdopodobnie Gołonóg istniał już w XII w., leżąc przy szlaku prowadzącym z Krakowa przez Sławków na Śląsk. Pierwsza wzmianka o Gołonogu pochodzi z 1326 r. i mówi, że był on wsią klucza sławkowskiego. W 1675 r. erygowana została poprzez wydzielenie z parafii sławkowskiej parafia Gołonóg obejmująca także wsie Strzemieszyce Wielkie i Małe, Grabocin, Kazimierz i Niemce (Ostrowy Górnicze). Nazwa dzielnicy na przestrzeni wieków zmieniała się kilkakrotnie. Pod koniec XVI w. był to „Gołonos”. następnie „Goła Noga”. w XVII w. forma liczby mnogiej „Gołonogi”. Według etymologii ludowej nazwano tę wieś tak dlatego, że leżała nad bagnami i aby przejść do niej, nie niszcząc obuwia, należało je zdjąć. Niegdyś na północ od Wzgórza Gołonoskiego płynął duży strumień, dziś niemal nieistniejący. W okolicach zabytkowego dworca PKP do dziś znajdują się rozległe tereny podmokłe nad Babią Ławą – rozległe łąki z roślinnością bagienną sąsiadujące z piaszczystymi wydmami śródlądowymi (tzw. „Brzózki”). Do czasu wycięcia tysięcy hektarów lasu Puszczy Łosieńskiej w związku z budową Huty Katowice w Gołonogu mieściła się siedziba Nadleśnictwa „Dąbrowa”.
W czasie II wojny światowej obowiązywała niemiecka nazwa miejscowości: Bergenkirch.
W latach 1950–1954 miejscowość była siedzibą gminy Gołonóg. W latach 1954–1956 wieś należała i była siedzibą władz gromady Gołonóg, przekształconej następnie w osiedle. W 1960 r. włączona została do Dąbrowy Górniczej.

## Urodzeni w Gołonogu
- Włodzimierz Seneta - dendrolog, twórca i wieloletni pracownik Zakładu Dendrologii Warszawskiej SGGW.
- Witold Edward Uklański - major kawalerii Wojska Polskiego, cichociemny.
- Janusz Kotarbiński - artysta malarz, literat.